# 모리시게 다쓰야
모리시게 다쓰야(일본어: 森重 達也, 1971년 10월 21일 ~ )는 일본의 전 축구 선수이다.

## 구단 경력
1994년 재팬 풋볼 리그의 세레소 오사카에 입단했다. 1994년 재팬 풋볼 리그 우승으로 J1리그로 승격했다. 1994년에 천황배 준우승. 1995년후 현역 은퇴.